# Richtlinie 94/27/EG
Die Richtlinie 94/27/EG, auch kurz Nickelrichtlinie oder Nickeldirektive, war eine Richtlinie des Europäischen Parlaments und des Rates zur Begrenzung der Verwendung von Nickel und anderen gefährlichen Stoffen in bestimmten Gegenständen, die unmittelbar und länger mit der menschlichen Haut in Berührung kommen. Sie änderte die Richtlinie 76/769/EWG, die später durch die heute geltende REACH-Verordnung ersetzt wurde.

## Inkrafttreten
Nach dem Beschluss durch das Europäische Parlament trat die Nickelrichtlinie am 11. August 1994 in Kraft. Für den Europäischen Wirtschaftsraum wurde die Nickelrichtlinie 1995 übernommen.

## Grund
Maßgeblicher Anstoß für die Nickelrichtlinie war die zunehmende Verbreitung einer Nickelallergie in Form eines allergischen Kontaktekzems, ausgelöst durch die Verwendung von Nickel in Modeschmuck, Piercings oder Uhrenarmbändern sowie Knöpfen und Reißverschlüssen an Kleidungsstücken. Diese Problematik sollte durch einen Grenzwert von 0,5 μg/cm²/Woche, der in der Richtlinie festgeschrieben ist, eingedämmt werden.

## Umsetzung
Die europäische Nickelrichtlinie wurde mit einer Anpassung der Bedarfsgegenständeverordnung (BedGgstV) in deutsches Recht umgesetzt. Für Österreich erfolgte die Umsetzung mit der Nickelverordnung.